# MoneXy
MoneXy — колишня українська електронна платіжна система та система електронних грошей, придбана банком Фідобанк 2015 року в розробників - Павла Танасюка та Юрія Чайки. Перша ліцензована електронна платіжна система в Україні. Дозволяла оплачувати рахунки за різні товари і послуги онлайн за допомогою міжнародних платіжних карток Visa і MasterCard а також виведення коштів на банківські картки та здійснення грошових переказів між користувачами сервісу. Ідентифікація клієнта відбувалася за номером його мобільного телефону.
З 20 травня 2016 роботу системи призупинено через введення тимчасової адміністрації до Фідобанку. Користувачі втратили доступ до своїх аккаунтів та коштів. На момент банкрутства Фідобанку система MoneXy була одна з найбільших в Україні (300 тис. користувачів).[джерело?] Це перший випадок в історії, коли електронні платежі паралізувало банкрутство банку.